# Benenitra
Benenitra est une commune urbaine malgache, chef-lieu du district de Benenitra, située dans la partie est de la région d'Atsimo-Andrefana.

## Géographie
Benenitra se situe sur les bords du fleuve Onilahy.